# Багышково
Багышково — деревня в Артинском городском округе Свердловской области. Входит в состав Малотавринского сельского совета.

## География
Населённый пункт расположен на правом берегу реки Ока в 38 км на юго-юго-запад от посёлка городского типа Арти — административного центра района. Расстояние до Екатеринбурга — 167 километров.

### Часовой пояс
Багышково, как и вся Свердловская область, находится в часовой зоне МСК+2. Смещение применяемого времени относительно UTC составляет +5:00.

## Население
| 2002 | 2010 | 2021 |
| ---- | ---- | ---- |
| 390  | ↘354 | ↘338 |

## Инфраструктура
Деревня разделена на пять улиц: Александрова, Луговая, Николаева, Пионерская, Советская.

## Известные уроженцы
- Пегашева Анна Ивановна (1925—2008) — Герой Социалистического Труда (1971), звеньевая по выращиванию кормовых культур в совхозе «Дружба» Артинского района.